# Český lakros

Zimní turnaj v lakrose v Praze na Chodově (2024)

Český lakros je druh lakrosu pocházející z Česka. Je to kolektivní hra. Hraje se na dvě družstva o pěti hráčích v poli s brankářem. Hrači se snaží s lakroskou o rozměrech 60–100 cm dostat míček (tenisák) do soupeřovy branky. Branky je dosaženo tehdy, když míč přejde brankovou čáru mezi tyčemi branky celým objemem. Momentálně se po republice hraje pět soutěží. Jsou to 1. a 2. pražská lakrosová liga (1.PLL a 2.PLL), Ženská a žákovská liga. Tyto tři ligy se hrají pouze v Praze. Další je Dětská liga. Tato soutěž se skládá ze čtyř turnajů, které se hrají během školního roku. Podle umístěních na turnajích se udělá závěrečná tabulka. Další je Moravská lakrosová liga. Dříve byly dvě, ale dnes je jen jedna (MLL). Všechny tyto soutěže spadají pod asociaci SALH (sdružení amatérských lakrosových hráčů). Sport vychází z původního Irokézského lakrosu, první oddíl, který v Česku začal tento typ lakrosu hrát, byl oddíl roverského kmene Neskenon.

## Průběh a způsob hry
Na začátku rozhodčí zkontrolují zdali jsou lakrosky hráčů v pořádku a aby nezpůsobily úraz. Dále si hráči zakřičí své pokřiky. Hra začne rozhozem uprostřed hřiště jako u basketbalu. Hráči musí být tři metry od rozhozu a na své polovině. Rozhodčí mezi hráče ,co stojí uprostřed hřiště na rozhozu, vhodí míček a jakmile pískne, hra začíná. Hra je rozdělena na dva poločasy po dvaceti pěti či dvaceti minutách (záleží na soutěži dospělí=25 min. žáci=20min.). Týmy si mohou jednou za poločas požádat o přestávku trvající třicet sekund. Po hře týmy zakřičí své pokřiky a podají si ruce. Vítěz získá dva body, prohraný nula. Při remíze oba týmy dostanou po jednom bodu.

## Historie
Sport vychází z původního Irokézského lakrosu, první oddíl, který v Česku začal tento typ lakrosu hrát, byl oddíl roverského kmene Neskenon. Později se přidali další a další oddíly, kteří si vyžádali mít v tehdejším Československu vlastí ligu, a tak byla v roce 1980 založena celostátní soutěž. Avšak kvůli problémům s dopravou za dalšími týmy v roce 2013 celostátní liga zanikla, a zůstaly už jen krajské soutěže (viz úvod – český lakros) které se hrají dodnes. Pouze malým naznačením minulosti, kdy ještě byla celostátní liga, zavedla ČLU Mistrovství republiky tak, že každý ročník je na jednom místě, kam musí všechny týmy dojet, aby se některým celkům nekazila cesta.

## Umístění klubů v první pražské lize
| Týmy           | 2014/15 | 2015/16 | 2016/17 | 2017/18 | 2018/19 | 2019/20 | 2020/21 | 2021/22 | 2022/23 | 2023/24 |
| -------------- | ------- | ------- | ------- | ------- | ------- | ------- | ------- | ------- | ------- | ------- |
| bru.Tal        | 1       | 1       | 2       | 1       | 1       | –       | 4       | 1       | 2̆       | 1       |
| Gusano         | 2       | 3       | 1       | 2       | 2       | –       | 2       | 2       | 3       | 4       |
| Cyklon         | 7       | 7       | 4       | 4       | 3       | –       | 5       | –       | –       | –       |
| Fabiáni        | 4       | 4       | 6       | 5       | 4       | –       | 3       | 5       | 2̇̽       | 1       |
| Kurekari       | 6       | 6       | 8       | 7       | 5       | –       | 6       | –       | –       | –       |
| Albatros       | –       | –       | –       | 6       | 6       | –       | 1       | 6       | –       | –       |
| BAX            | 5       | 5       | 5       | 3       | 7       | –       | –       | –       | –       | –       |
| Bílý orel      | 9       | 9       | 9       | 8       | –       | –       | –       | –       | –       | –       |
| Trilobit omega | 8       | 8       | 7       | 9       | –       | –       | –       | –       | –       | –       |
| Sabres A       | 3       | 2       | 3       | –       | –       | –       | –       | –       | –       | –       |
| Lily           | –       | –       | 10      | –       | –       | –       | –       | –       | –       | –       |
| Šedý vlk       | –       | 10      | –       | –       | –       | –       | –       | –       | –       | –       |
| Krupoto        | 10      | –       | –       | –       | –       | –       | –       | –       | –       | –       |
| Refugees       | –       | –       | –       | –       | –       | –       | –       | 3       | 4       | 3       |
| Bobři          | –       | –       | –       | –       | –       | –       | –       | 4       | 1       | 2       |

1. poznámka: Sezóna 2019/20 se nedohrála kvůli pandemii covidu-19
2. poznámka: Od sezóny 2022/2023 hrají týmy Fabiáni a bru.Tal společně ve stejném družstvu pod názvem Fatal.